# Manuel Criado Baca

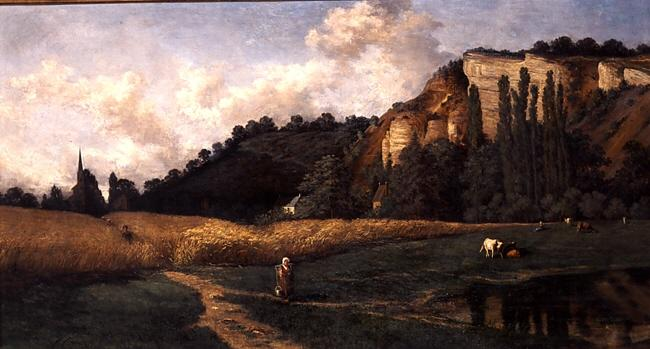
Paisaje, firmado «M. Criado/Bruselas», óleo sobre lienzo, 67 x 120 cm, Museo de Málaga.

Manuel Criado Baca (Málaga, 1839 - Madrid, 1899) fue un pintor español de la escuela malagueña de pintura. Formado en las escuelas de Cádiz, Málaga y Madrid, realizó estudios en Bélgica. A su regreso a España fue nombrado profesor de dibujo en el Conservatorio de Bellas Artes de Madrid. Escribió y público Enseñanza elemental y analítica del dibujo a mano libre, basado en el llámado método Hendrickx